# Chiesa di Santa Maria Porta Coeli (Fisciano)
La chiesa di Santa Maria Porta Coeli è una chiesa di Penta (Fisciano) sita in località Mariscoli in via Gaetano Scippa nei pressi delle residenze universitarie e dello stadio comunale "Pasquale Vittoria" sull'antica strada che conduceva al casale di Fisciano e al Convento dei Cappuccini di Santa Maria del monte. 

## Storia

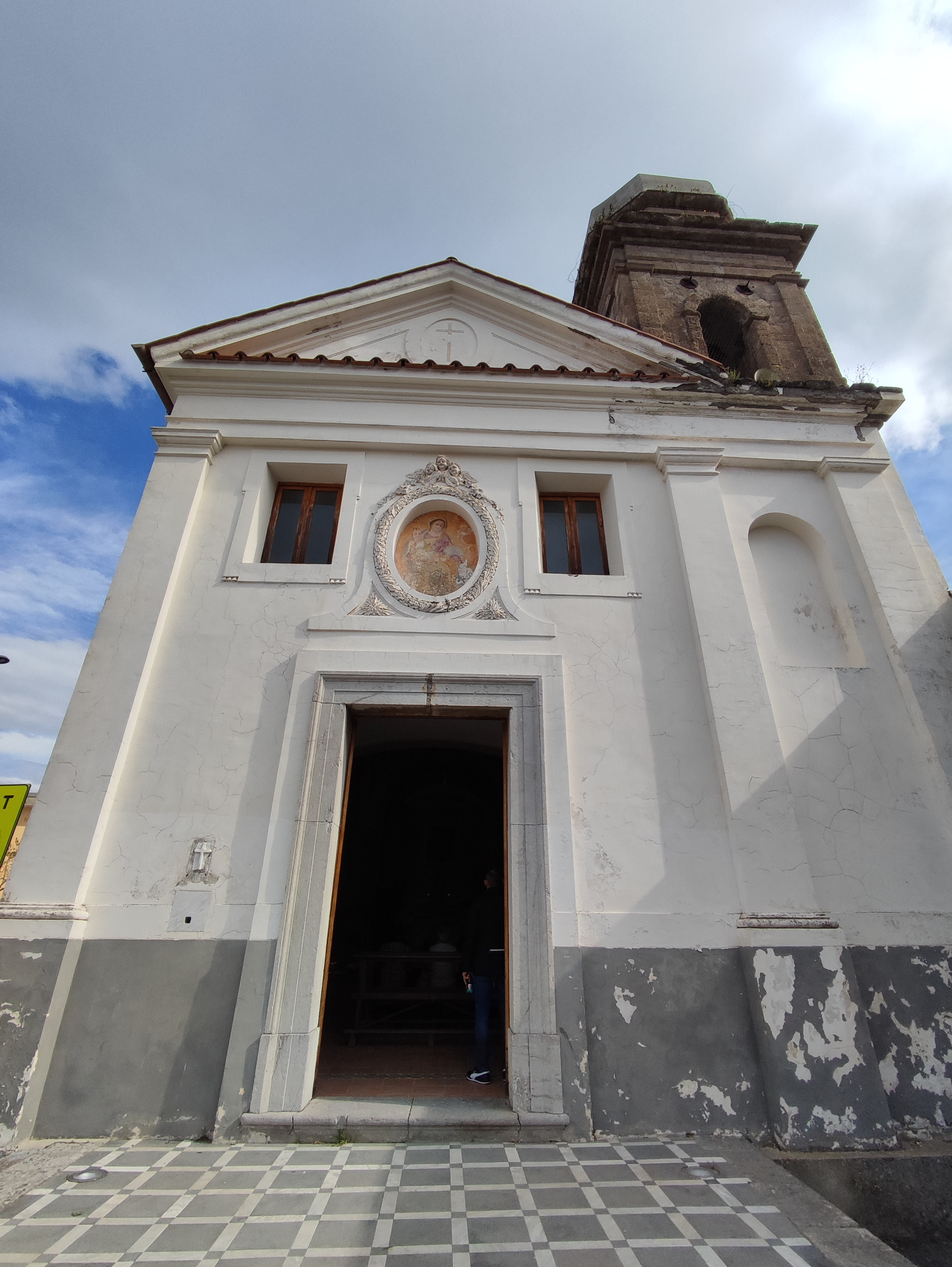
Facciata

Poche sono le notizie su questa piccola struttura situata ai confini dell’abitato di Penta in una località, i Mariscoli, senz’altro legata all’Abbazia di Montevergine di Penta.
Nel 1305 fu redatto l'atto di permuta" con cui Tommaso II Sanseverino entrò in possesso della grancia verginiana di Padula, con annessi diritti, ragioni e dipendenze, cedendo all'Abbazia di Montevergine quattro suoi poderi, siti nelle pertinenze del castello di San Severino, tra i quali la starza di Mariscoli a Penta ed altre terre nello stesso casale.
Il cenobio di S. Lorenzo di Padula, presto, passò ai Certosini mentre, nell'arco di un decennio, tutto il casale di Penta, libero da ogni gravame fiscale sia nei confronti dell'autorità civile che ecclesiastica, divenne proprietà di Montevergine: la relazione sulle riscossioni delle decime pontificie del 1309 attesta che il monastero di Montevergine in tenimento di San Severino  « .... habet casale unum que dicitur Lapenta .... »
Anche un manoscritto dell’aprile 1696, conservato presso l’archivio di Montervergine, cita tra le proprietà dell’Abbazia i Mariscoli e ricorda che tale starza fu donata da Tommaso II San Severino. 
La chiesa fu danneggiata nel terremoto dell'Irpinia del 1980 e riaperta al culto solo anni dopo.

## Descrizione

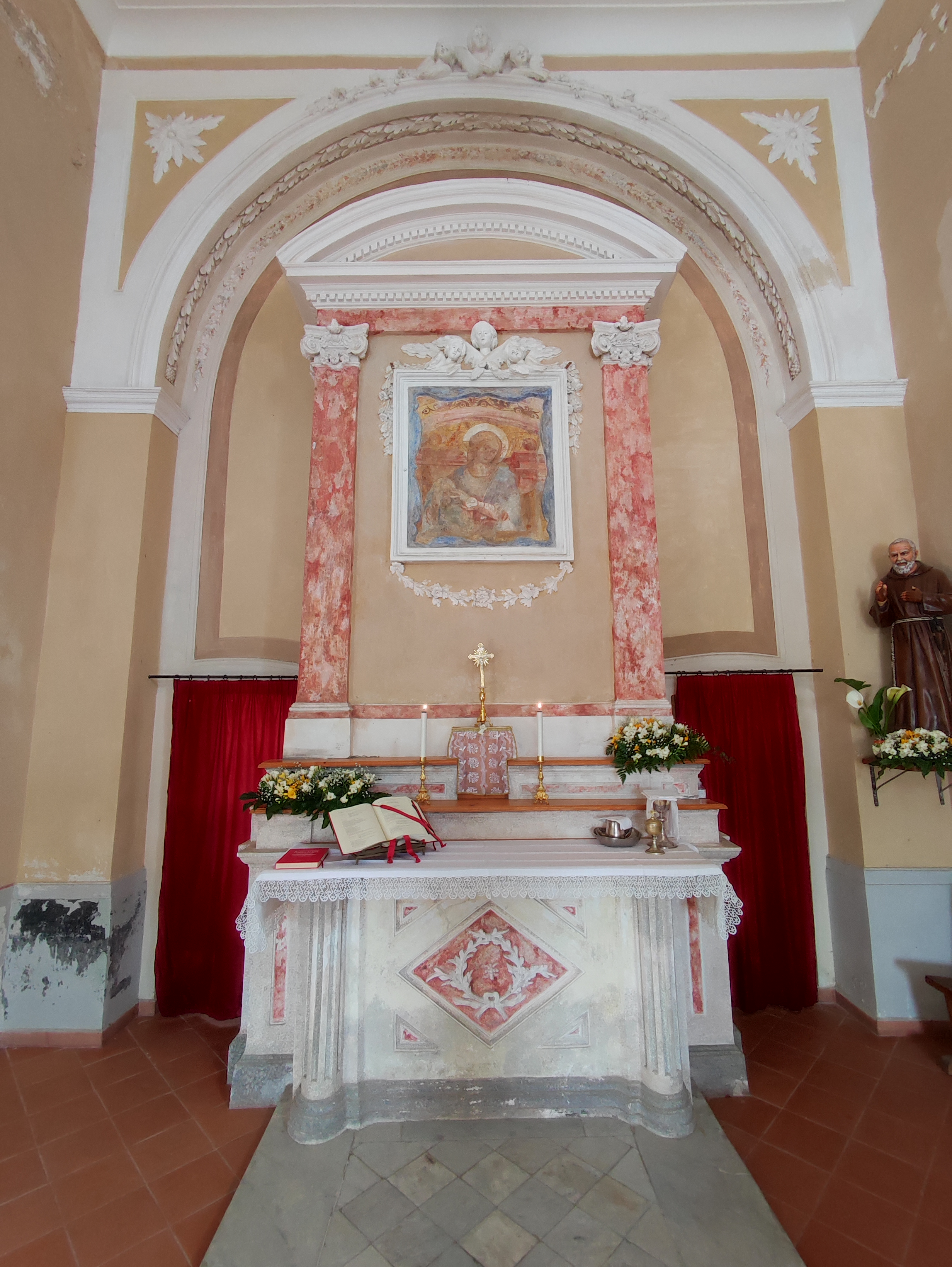
Altare maggiore

La piccola struttura è ad unica navata con tetto a capanna. La facciata presenta tre finte colonne in stucco e muratura che reggono un timpano decorato da una croce. Sopra il portale d'ingressi vi è un ovale con all'interno un affresco, piuttosto danneggiato, raffigurante la Madonna con Gesù Bambino e la porta del Cielo risalente ai primi dell' '800. Il campanile a pianta quadrata, situato alla destra della facciata, è costruito su due piani di diverse dimensioni mediante cornicioni aggettanti in pietra sagomata. La copertura del campanile è a cupola con base poligonale.
L'intradosso dell'interno, oggi piano e privo di decori, presentava prima del 23 novembre 1980 un'incartata con decorazioni a cassettoni, agli angoli erano riprodotti i quattro Evangelisti e al centro la Madonna. Purtroppo queste decorazioni sono completamente scomparse.
L'altare principale è in stucco e presenta sopra un dipinto murale, degli inizi del XVI secolo, raffigurante la Madonna.